# Haiǁom

Hauptverbreitungsgebiet der Haiǁom (2019)

Die HaiǁomKlicklaut, offiziell auch Hai-ǁom (auch Haikom, Haikum, Heikom, Heikom Bushman, Heikum, Heiǁom, Oshikwankala Haiǁom, Xwaga; zu Deutsch etwa Baumschläfer) sind eine indigene Volksgruppe in Namibia, die den San angehört. Sie sind mit rund 18.900 Mitgliedern (Stand 2023) die größte San-Gruppe in Namibia.
Sie werden in Namibia von einem Traditionellen Führer, dem Gaob geleitet und sind in der traditionellen Verwaltung der Hai-ǁom organisiert. Sie haben eine Jäger-Sammler-Existenz geführt. Ihr traditionelles Siedlungsgebiet liegt im Süden, Osten und Südosten des heutigen Etosha-Nationalparks sowie südlich und östlich davon.
Die Haiǁom gehören sprachlich nicht zu jenen „klassischen“ San (wie zum Beispiel die ǃKung). Die Sprache Haiǁom ist eine Khoisansprache und wird unter dem Sammelbegriff Khoekhoegowab geführt.

## Schreibweise
Der Name der Volksgruppe enthält in der Mitte einen aus zwei senkrechten Strichen bestehenden Klicklautbuchstaben. Der Name wird daher gelegentlich versehentlich mit zwei kleinen l geschrieben, da bei älteren serifenlosen Schriftarten kein Unterschied zwischen dem kleinen l und dem senkrechten Strichbestandteil der Klicklautbuchstaben gemacht wurde.

## Geschichte
Im 19. und Anfang des 20. Jahrhunderts wohnten die Haiǁom in der Region, die vom sogenannten Ovamboland über den jetzigen Etosha-Nationalpark bis nach Grootfontein, Tsumeb und Otavi, südlich nach Outjo und Otjiwarongo reichte. Sie hatten generell ein gutes Verhältnis zu anderen ethnischen Gruppen und trieben mit ihnen Handel.
Heutzutage gehören die Haiǁom zu den am stärksten benachteiligten Völkern Namibias. Im Bezug auf Bildung, Arbeit, Zugang zu den Ressourcen, Landbesitz und die Vertretung in der Politik sind sie eine der am weitesten an den Rand getriebenen Gruppen im südlichen Afrika.

### Lebensraum
Die jüngere Geschichte der Haiǁom ist eng verbunden mit dem im Jahre 1907 gegründeten Wildreservat Nr. 2, dem heutigen Etoscha-Nationalpark.
Das Etosha-Gebiet war für Jahrtausende das Siedlungsgebiet der Haiǁom.
Bei der Gründung und für weitere fast 50 Jahre wurden die Haiǁom als Bewohner des Nationalparks toleriert und sie konnten ihr traditionelles Leben weitestgehend unverändert fortführen. Im Umland wurden die traditionellen Siedlungsgebiete zunehmend zu kommerziellem Farmland für weiße Siedler erklärt, die Haiǁom wurden von diesem Land verdrängt.
Das Jagen der Haiǁom im Wildreservat wurde während der 1920er und 1930er Jahre nicht als Problem betrachtet. Es gab lediglich gewisse Beschränkungen: Bestimmte Wildarten durften nicht erlegt werden, der Gebrauch von Feuerwaffen und Hunden war verboten.
Viele der hier ansässigen Haiǁom besaßen Ziegen, Rinder und Esel. Innerhalb und außerhalb des Wildreservates gab es für die Haiǁom Arbeitsmöglichkeiten, z. B. im Straßenbau, bei der Instandhaltung der Wasserlöcher, bei den Polizeistationen.
Die Haiǁom waren bis in die 1940er Jahre fester Bestandteil des Wildreservates. Für die Haiǁom der weiteren Region außerhalb Etoshas gab es nach offizieller Politik zwei Alternativen: entweder Arbeit auf den Farmen der Weißen oder aber der Rückzug ins Wildreservat.
Das Leben im Wildschutzgebiet änderte sich im Laufe der Jahre. Im Januar 1954 wurde eine  Ausweisungsverordnung erlassen und die Haiǁom wurden dazu gezwungen, Etosha zu verlassen. Sie durften nur in Besitz einer gültigen schriftlichen Genehmigung zurückkehren. Die Buschleute sollten sich entweder im Ovamboland ansiedeln oder Arbeit auf Farmen südlich von Windhoek suchen. Einige Monate später wurde berichtet, dass alle Haiǁom, bis auf die wenigen zugelassenen Angestellten bei den Stationen, den Park verlassen hatten.
Aufgrund des Bedarfs an Arbeitskräften zum Ausbau und zur Instandhaltung des Parks konnten weitere Haiǁom einige Jahre später von den Farmen in das Parkgebiet zurückkehren. Die Zeit, in der sie in ihren eigenen Siedlungen an den Wasserlöchern gelebt hatten, war jedoch endgültig vorbei.

## Kultur
Die Kultur der Haiǁom ist die Kultur eines nomadischen Jäger- und Sammlervolkes, die weit in die menschliche Geschichte zurückgeht. Viele Aspekte dieser Kultur teilen die Haiǁom mit anderen Sanvölkerschaften im nördlichen Namibia. Heutzutage ist die Kultur im Wandel, die in ihrer ursprünglichen Form fast verschwunden ist.
Um das kulturelle Erbe der Haiǁom zu bewahren und zu fördern sowie die Lebensgrundlagen der Haiǁom zu verbessern, wurde im Jahr 1999 unter Beteiligung von Forschern der Universität zu Köln, der University of Cambridge und einer Gruppe von Haiǁom-Ältesten ein Gemeinschaftsprojekt gegründet. Das Projekt wird unter dem Namen „Xoms |Omis Project“ weitergeführt und durch das Legal Assistance Centre (LAC) in Windhoek verwaltet.

### Wohnplätze und Ortswechsel
Die Lebensart der Haiǁom war nur bedingt nomadisch. Sie lebten in Familienverbänden an den verschiedenen Wasserlöchern. Jede Sippe hatte ein spezifisches Gebiet zur Verfügung, in dem es verschiedene temporäre und permanente Wasserquellen sowie diverse pflanzliche Ressourcen und Jagdgründe gab. Gewöhnlich fand saisonale Mobilität innerhalb des eigenen Gebietes statt, aber ausgedehnte Verwandtschaftsnetzwerke garantierten auch den Zugang zu anderen Gebieten. Feste Siedlungen waren bei ganzjährigen wasserführenden Quellen zu finden. Die Männer unternahmen saisonale Jagdexpeditionen (!hamis), die Frauen errichteten je nach Vorkommen bestimmter pflanzlicher Ressourcen saisonale Camps (!haros). In der Regel blieben stets Menschen (v. a. Alte und Kinder) bei den eigentlichen Siedlungen zurück.
Gelebt wurde in Hütten, die aus langen, dürren Stöcken errichtet wurden. Diese wurden mit Rindenstücken abgestorbener Akazien und Gras abgedeckt.

### Jagd und Jagdutensilien
Beim Erlegen des Wildes werden verschiedene Strategien angewendet. Die Jagd mit dem Giftpfeil ist die erfolgreichste Methode für Großwild wie Gnu, Oryx, Pferdeantilope, Kudu und Elenantilope. Um den Geschmack nicht zu verderben, ist die Art des Jagens für Kleinwild wie Kronenducker, Damara Dik-Diks, Steinböckchen oder Springböcke nicht geeignet. Für kleinere Tiere werden entweder unvergiftete Pfeile oder Schlingen benutzt.
Für Tiere wie Elenantilopen, Kudus oder Warzenschweine wird auch Hetzjagd angewendet.
Die Jagd auf die Geier und Raubtiere erfolgt mit Streifen von nasser Antilopenhaut. An einem Ende wird als Köder Fleisch befestigt und das andere Ende an einen Baum gebunden. Hat das Tier den Streifen verschluckt, ist es eine leichte Beute.
Die wichtigste Waffe bei der Jagd ist ein Bogen, der nach Möglichkeit aus dem Holz des Rosinenstrauches oder Rosendornakazie hergestellt wird. Auch der Schaft des Pfeils wird aus dem Holz des Rosinenstrauches angefertigt. Zur Stabilisierung des Pfeils werden Flügelfedern eines Geiers benutzt. Das Pfeilgift wird aus der Knolle der Pfeilgiftpflanze (Adenium boehmianum) hergestellt.
Weitere Waffen beim Jagen sind der Grabstock, der Kirri oder Knotenstock, der zum Werfen oder Schlagen benutzt wird, und die vorzugsweise aus dem Holz vom Ahnenbaum oder dem Rosinenstrauch hergestellte Axt.

### Sammeln
Zu den wichtigsten Nahrungsmitteln gehörten Fleisch und pflanzliche Gaben der Natur wie Beeren, Körner, Nüsse, Knollen, Zwiebeln und Wurzeln. Bereichert wurde der Speiseplan mit Raupen, Insekten, Eiern und Harz. Während das Jagen die Aufgabe der Männer war, gehörte das Sammeln zu den Pflichten der Frauen. Gesammelt wurden z. B. die Beeren vom Rosinenstrauch, Kerne von Sauerpflaumen, Früchte des Marula-Baums, Knollen von Lapeirousia, Mopaneraupen, Eierkäfer und Termiten. Die gemahlenen Schoten vom Mondblattstrauch dienten als Kaffeeersatz.
Die grau-weißen Termitenpilze (Termitomyces reticulatus, bekannt auch unter dem Otjiherero-Namen Omayova) stellen eine besondere Delikatesse dar. Sie sprießen gleich nach den ersten Regen am Fuß der Termitenbauten. Der Hutdurchmesser der Pilze kann bis zu 30 Zentimeter erreichen.
Wurzeln, Samen, Blätter und Rinde der verschiedenen Pflanzen wurden auch zur Heilung verschiedener Krankheiten eingesetzt.

### Die Zeit
Bei den Haiǁom werden Geburtstage, Daten von großen Ereignissen und Jahre nicht gezählt. Die Jahreszeiten werden als „Sommer“ oder „Winter“ bezeichnet, Frühling und Herbst entsprechend „kurz vor“ bzw. „kurz nach“ Sommer oder Winter umschrieben. Stunden, Minuten und Sekunden sind unbekannt. Die Zeit wird nach dem Stand von Sonne, Mond, Morgen- und Abendstern oder dem Siebengestirn bemessen.